# Буор-Хая
Буор-Хая (на руски: губа Буор-Хая) е залив (губа) на море Лаптеви, в северната част на Якутия, в Русия.
Разположен е в най-южната част на море Лаптеви, югоизточно от делтата на река Лена. На север е широко отворен към море Лаптеви. Вдава се в сушата на 120 km, ширина във входа (между носовете Биковски на запад и Буор-Хая на изток) 110 km, максимална дълбочини 18 m. В средата на залива се намира малкия остров Муостах. През по-голямата част от годината е покрит с ледове. През лятото температурата на водата на повърхността е 7 – 9 °C, соленост около 5‰. Приливите са полуденонощни с височина до 0,3 m. В залива се вливат множество реки, като най-големи са: Омолой, Куолай, Хара-Улах, Нянгилбия и др. В западната му част се намира бухтата Тикси, на брега на която е разположено сгт Тикси, важно морско пристанище на Северния морски път на Русия.
Първото изследване и картиране на бреговете на залива е извършено през 1739 г. от руския топограф Иван киндяков, участник в експедицията на Дмитрий Лаптев.

## Топографски карти
- R-51,52, М 1:1 000 000[2]